# Hansa-Brandenburg FB
Das von Ernst Heinkel bei Hansa-Brandenburg entwickelte Flugzeug vom Typ FB war ein Flugboot der Kaiserlichen Marine im Ersten Weltkrieg.

## Geschichte und Konstruktion
Die Hansa-Brandenburg FB war das erste Flugboot, das das Unternehmen Hansa-Brandenburg für die Marine konstruierte. Die Konstruktion basierte auf der Lohner Type L. Es war ein Anderthalbdecker in Holz- und Stoffbauweise. Die untere Tragfläche war direkt auf dem Rumpf montiert, Der Motor, der einen Druckpropeller der Firma Dr. Rathjen antrieb, war an Streben zwischen den Tragflächen montiert. Das Leitwerk befand sich an Streben über dem Rumpf. Die Besatzung bestand aus einem Flugzeugführer und zwei Beobachtern. Das Flugzeug besaß bereits eine Anlage für Funk-Telegraphie. Es war in der Lage, acht Stunden in der Luft zu bleiben. Es wurden sechs Flugzeuge wurden für die deutsche Marine gebaut. Der Prototyp wurde am 25. September 1915 bestellt, mit der Marine-Nummer 513 am 22. März 1916 nach Warnemünde geliefert und am 28. April 1916 abgenommen. Eine geringe Anzahl ging auch an die k.u.k. Kriegsmarine. Beide verwendeten sie als Aufklärer.

## Marinenummern zur Hansa-Brandenburg FB
| 511 | 512 | 513 | 514 | 515 | 516 |
| --- | --- | --- | --- | --- | --- |

## Technische Daten

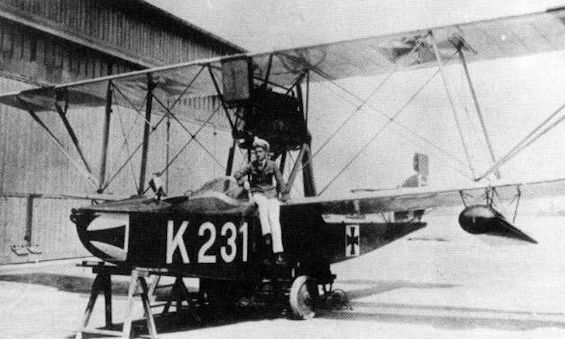
Typ FB (UFAG Typ K) der k.u.k. Kriegsmarine

| Kenngröße                  | Daten                                           |
| -------------------------- | ----------------------------------------------- |
| Länge                      | 10,20 m                                         |
| Höhe                       | 3,50 m                                          |
| Spannweite                 | 16,0 m Unterflügel 10,0 m                       |
| Flügelfläche               | 45,00 m²                                        |
| Querruder                  | 3,95 m²                                         |
| Höhenruder                 | 1,52 m²                                         |
| Seitenruder                | 1,00 m²                                         |
| Leermasse                  | 1033 kg                                         |
| max. Startmasse            | 1693 kg                                         |
| Höchstgeschwindigkeit      | 136 km/h                                        |
| Steigflugdauer auf 1.000 m | 12,5 min                                        |
| Steigflugdauer auf 2.000 m | 22 min                                          |
| Reichweite                 | 1100 km                                         |
| Brennstofftank             | 516 l                                           |
| Triebwerk                  | ein Reihenmotor Benz Bz III mit 150 PS (110 kW) |
| Bewaffnung                 | ein Parabellum-Maschinengewehr, Kaliber 7,92 mm |